# Munsta
Munsta è un singolo della cantante italiana Nina Zilli e del rapper italiano Danti, pubblicato il 6 maggio 2022.

## Video musicale
Il video, diretto da Fabrizio Conte e girato a Milano, è stato pubblicato il 20 maggio 2022 attraverso il canale YouTube della cantante.

## Tracce
Testi di Nicola Salerno, Giuseppe Fucilli, Nina Zilli e Danti.
1. Munsta – 2:34

## Classifiche
| Classifica (2022)         | Posizione massima |
| ------------------------- | ----------------- |
| Italia (airplay italiana) | 55                |